# Rackwitz
Rackwitz település Németországban, azon belül Szászország tartományban. Lakosainak száma 5563 fő (2023. december 31.). Rackwitz Schkeuditz, Lipcse, Krostitz és Wiedemar községekkel határos.

## Népesség
A település népességének változása:
| Lakosok száma | 76   | 113  | 192  | 1375 | 1786 | 3388 | 4855 | 4985 | 5412 | 5563 |
|               | 1818 | 1895 | 1925 | 1946 | 1964 | 2000 | 2015 | 2017 | 2021 | 2023 |